# 羅馬尼亞觀光
觀光業是羅馬尼亞的主要產業之一。2014年，有1,911,800名外國遊客到訪羅馬尼亞，和2013年的1,714,500人相比增加了6.6%。不過實際上，今年年羅馬尼亞的外國遊客數急劇減少。2004年，羅馬尼亞的外國遊客數曾經達到590萬人。2012年後，這一數字才恢復增長。羅馬尼亞遊客數最多的城市是依次是首都布加勒斯特、布拉索夫、錫比烏、克盧日納波卡、蒂米什瓦拉、雅西、康斯坦察。羅馬尼亞主要的自然觀光資源包括多瑙河、喀爾巴阡山和黑海。